# Félix Barrachina
Félix Barrachina Ibáñez (Lérida, 30 de marzo de 1963 (62 años)) es un empresario español, y competidor de culturismo internacional.
Reside en Lérida donde dirige el club deportivo Argos Gym. Entrenador nacional e internacional de cultura física, licenciado en dietética, juez internacional por la IFBB además de por la UIBBN.
Es el deportista catalán más laureado en el culturismo internacional habiendo logrado estar en el podio en las  8 ocasiones en las que ha participado en competiciones a nivel internacional, siendo su mayor logro la victoria en el campeonato del mundo en el 2006.
Además de muchas victorias en campeonatos de Cataluña y España en UIBBN. A nivel IFBB también ha cosechado nombrosos éxitos antes del cambio de federación. Entre ellos se encuentran el título de campeón del Norte de España, 2ª posición en el campeonato de España absoluto, campeón de Cataluña y un meritotio 4º puesto en la FIT FORM, competición internacional con derecho a carné profesional, además de diversos Opens.
Retirado en 2006 después de la consecución del título mundial vuelve a las competiciones al final del 2008 para quedar 3º en el cajón. Continua en 2009 y 2010 en 2a posición, y en 2011, donde cambia de categoría, queda 4º del mundo con 48 años. Hasta el momento, ha estado 10 ocasiones en el podio del mundo de UIBBN, y una de ellas con medalla de oro(2006), y premiado como mejor deportista catalán en este deporte. Actualmente y desde hace 25 años se dedica a la dirección del club esportiu Argos Gym en Lérida. 

## Historial
- 2001. Campeonato del Mundo UIBBN, disputado en Cerdeña.
  - Félix Barrachina. Medalla de plata en categoría sénior masculina -90 kg.
- 2002. Europeo de Fisicoculturismo y Fitness, celebrado en Cornellà de Llobregat. 
  - Félix Barrachina. Medalla de oro en categoría sénior menos 85 kg.

- 2002. Campeonato del Mundo UIBBN, disputado en Guadalupe.
  - Félix Barrachina. Medalla de bronce en categoría sénior masculina 85 kg.

- 2003. Europeo de Fisicoculturismo y Fitness, celebrado en Burdeos (Francia).
  - Félix Barrachina. Medalla de bronce en categoría sénior masculina 85 kg.

- 2003. Campeonato del Mundo UIBBN, disputado en Knokke (Bélgica).
  - Félix Barrachina. Medalla de bronce en categoría sénior masculina -85 kg

- 2004. Campeonato del Mundo UIBBN, disputado en Bolzano (Italia).  .
  - Félix Barrachina. Medalla de plata en categoría sénior masculina -85 kg

- 2005. Campeonato del Mundo UIBBN, disputado en Thiais (Francia). 
  - Félix Barrachina. Medalla de plata en categoría sénior masculina -85 kg

- 2006. Campeonato del Mundo UIBBN, disputado en Bolzano (Italia). :
  - Félix Barrachina. Medalla de oro en categoría sénior masculina -85 kg

- 2008. Campeonato del Mundo UIBBN, disputado en Guadalupe.
  - Félix Barrachina. Medalla de bronce en categoría sénior masculina -85 kg

- 2009. Campeonato del Mundo UIBBN, disputado en Cape Town (África).
  - Félix Barrachina. Medalla de plata en categoría sénior masculina -85 kg

- 2010. Campeonato del Mundo UIBBN, disputado en Sitges (España).
  - Félix Barrachina. Medalla de plata en categoría sénior masculina -85 kg

- 2011. Campeonato del Mundo UIBBN, disputado en Schio (Italia).
  - Félix Barrachina. Medalla de bronce en categoría sénior masculina -80 kg

- 2014. Campeonato del Mundo UIBBN, disputado en París (Francia).
  - Félix Barrachina. Medalla de oro en categoría sénior masculina -85 kg

- Datos: Q5872180